# آر بي جي 7

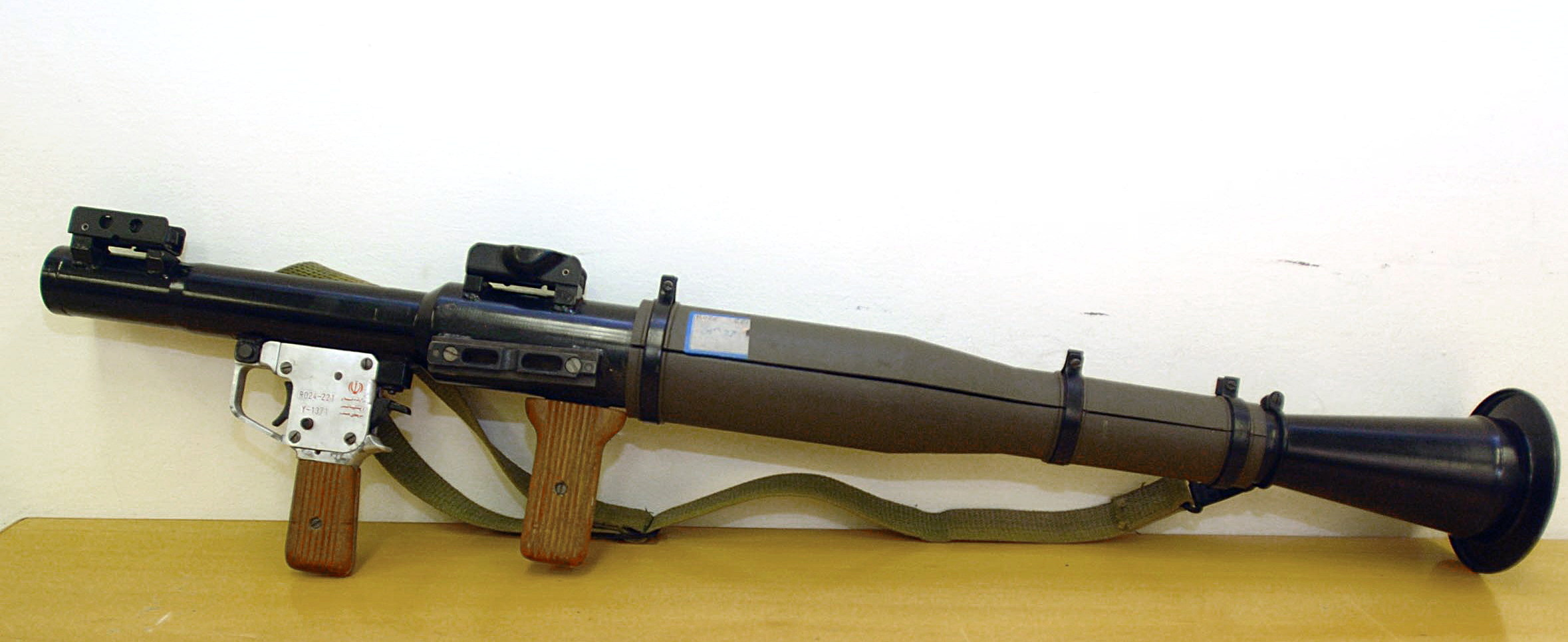
آر بي جي، المصنوع في إيران.

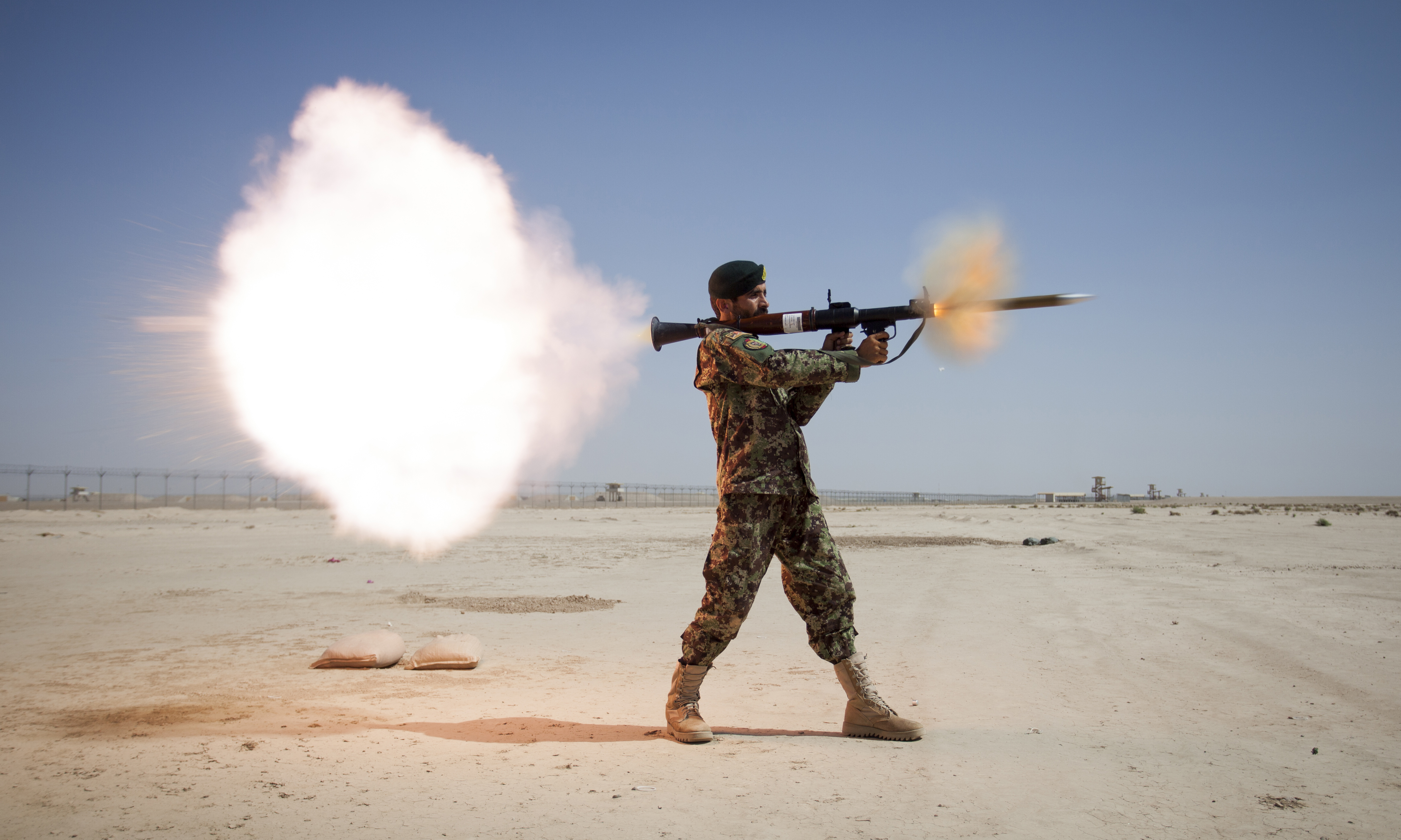
جندي أفغاني يطلق قذيفة آر بي جي.

آر بي جي (بالروسية:РПГ-7) (بالإنجليزية:RPG-7)، هي قاذفة صاروخية سوفيتية مضادة للدبابات، صممت لتكون سلاح للمشاة في التعامل مع الدبابات. أنتجت سنة 1961م، وتعد من أسهل استخدام القاذفة لضرب العدو، كما أنها سلاح أساسي في الكمائن ضد الدبابات ومع تشكيلات المظلات والقوات الخاصة وأصبح لها أدوار متعددة مثل تدمير التحصينات ومرابض الرشاشات والتعامل مع القناصين.

## التاريخ
ظهر أول نموذج لسلاح آر بي جي بعد الحرب العالمية الثانية عام 1952 وسمي بـ آر بي جي-2، وكان فعالاً في ذلك الوقت ولكن عيبه الرئيسي يتمثل في ارتفاع مساره والذي حدد مداه بـ1000 متر فقط. قام السوفيت بصنع نموذج مطور عنه وسمي آر بي جي-7 وصنع هذا السلاح عام 1959 وأول ظهور له كان في عرض عسكري في موسكو عام 1962 وقد أثبت هذا السلاح جدارة وفعالية كبيرة لما يمتاز به من مميزات عديدة قلما تتوفر في سلاح آخر، وما زال هذا السلاح واحداً من أكثر القاذفات الصاروخية الخفيفة انتشاراً في العالم.

## وصلات خارجية
- Manufacturer's site
- Countering the RPG threat
- RPG a Weapon's Profile – Defense Update
- How Stuff Works – RPG(7)
- RPG-7 analysis and user´s manual
- Modern Firearms: RPG-7
- Ultimate Weapons Rpg 7 Military Channel on Youtube